# Équipe d'Allemagne de l'Est de football en 1961
Il s'agit des matchs de la sélection est-allemande au cours de l'année 1961.

## Matchs et résultats
| Qualifications Coupe du monde 1962        | Hongrie                 | 2 – 0   | Allemagne de l'Est | Stade Dosza, Budapest                                 |                                                       |
| 16 avril 1961 · Historique des rencontres | Albert 12e · Göröcs 52e | (1 - 0) |                    | Spectateurs : 40 000 Arbitrage : M. Takov ( Bulgarie) | Spectateurs : 40 000 Arbitrage : M. Takov ( Bulgarie) |

| Qualifications Coupe du monde 1962      | Allemagne de l'Est | 1 – 1   | Pays-Bas     | Stade central, Leipzig                                    |                                                           |
| 14 mai 1961 · Historique des rencontres | Erler 79e          | (0 - 0) | 63e de Groot | Spectateurs : 70 000 Arbitrage : M. Jørgensen ( Danemark) | Spectateurs : 70 000 Arbitrage : M. Jørgensen ( Danemark) |

| Match amical                            | Danemark   | 1 – 1   | Allemagne de l'Est | Idrætsparken, Copenhague                                 |                                                          |
| 28 mai 1961 · Historique des rencontres | Madsen 44e | (1 - 1) | 3e Mühlbächer      | Spectateurs : 50 000 Arbitrage : M. Gulliksen ( Norvège) | Spectateurs : 50 000 Arbitrage : M. Gulliksen ( Norvège) |

| Match amical                             | Allemagne de l'Est | 1 – 2   | Maroc                   | Stade Georgi-Dimitroff, Erfurt                               |                                                              |
| 21 juin 1961 · Historique des rencontres | Nöldner 68e        | (0 - 1) | 29e Mohammed · 80e Baba | Spectateurs : 25 000 Arbitrage : M. Haberfellner ( Autriche) | Spectateurs : 25 000 Arbitrage : M. Haberfellner ( Autriche) |

| Qualifications Coupe du monde 1962            | Allemagne de l'Est       | 2 – 3   | Hongrie                               | Stade Walter-Ulbricht, Berlin-Est                                |                                                                  |
| 10 septembre 1961 · Historique des rencontres | Erler 53e · P. Ducke 87e | (0 - 1) | 43e Solymosi · 75e Sandor · 78e Tichy | Spectateurs : 25 000 Arbitrage : M. Lukjanov ( Union soviétique) | Spectateurs : 25 000 Arbitrage : M. Lukjanov ( Union soviétique) |

| Qualifications Coupe du monde 1962           | Pays-Bas | Annulé | Allemagne de l'Est | Rotterdam |
| 1er octobre 1961 · Historique des rencontres |          |        |                    |           |

| Match amical                               | Allemagne de l'Est | 7 – 1 | Maroc |  |
| 7 octobre 1961 · Historique des rencontres |                    |       |       |  |

| Match amical                                | Pologne                  | 3 – 1   | Allemagne de l'Est | Stade olympique de Varsovie, Varsovie                 |                                                       |
| 22 octobre 1961 · Historique des rencontres | Lenter 69e · Pol 82e 90e | (0 - 0) | 74e Erler          | Spectateurs : 20 000 Arbitrage : M. Dorogi ( Hongrie) | Spectateurs : 20 000 Arbitrage : M. Dorogi ( Hongrie) |

| Match amical                                 | Maroc                   | 2 – 0   | Allemagne de l'Est | Stade Marcel Cerdan, Casablanca                        |                                                        |
| 10 décembre 1961 · Historique des rencontres | Azhar 22e · Mohamed 82e | (1 - 0) |                    | Spectateurs : 10 000 Arbitrage : M. Barberon ( France) | Spectateurs : 10 000 Arbitrage : M. Barberon ( France) |